# Welcome to Jamrock
Welcome to Jamrock é o terceiro álbum de estúdio de Damian Marley, um dos doze filhos de Bob Marley. Esse álbum foi lançado em 12 de Setembro de 2005 no Estados Unidos e 13 de Setembro de 2005 no Reino Unido. Damian Marley ganhou dois Grammy em 2006, de "Melhor Álbum de Reggae" e "Best Urban / Alternative Performance" com a faixa "Welcome to Jamrock". Foram convidados neste álbum Stephen Marley, Black Thought e o rapper Nas. Os produtores executivos do álbum foram Stephen Marley e Damian Marley. A música "Welcome to Jamrock" fez parte da trilha sonora do filme Conexão Jamaica, estrelado por Ky-Mani Marley, irmão de Damian Marley, e também fez parte da trilha sonora do jogo Midnight Club 3: DUB Edition.

## Faixas
1. "Confrontation"
2. 'There for You"
3. "Welcome to Jamrock"
4. "The Master Has Come Back"
5. "All Night" (com Stephen Marley)
6. "Beautiful" (com Bobby Brown)
7. "Pimpa's Paradise" (com Stephen Marley e Black Thought)
8. "Move!"
9. "For the Babies" (com Stephen Marley)
10. "Hey Girl" (com Stephen Marley e Rovleta Fraser)
11. "Road to Zion" (Com Nas)
12. "We're Gonna Make It"
13. "In 2 Deep"
14. "Khaki Suit" (com Bounty Killer e Eek-a-Mouse)
15. (Faixa Bônus somente no Reino Unido) "Carnal Mind" (com Chew Stick)